# Marktplatz 5 (Lemgo)

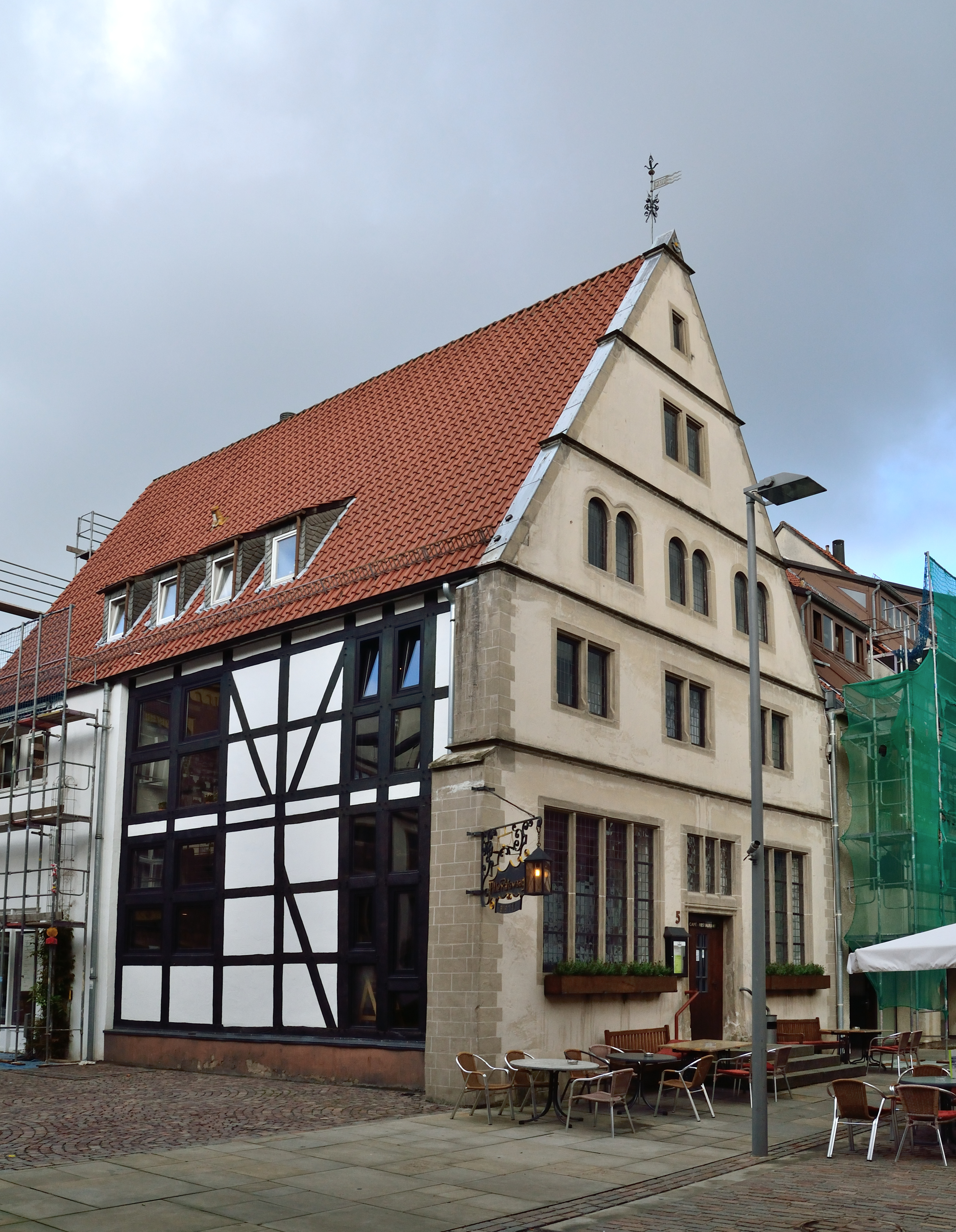
Haus Marktplatz 5 in Lemgo

Das Gebäude Marktplatz 5 in Lemgo, einer Stadt im Kreis Lippe in Nordrhein-Westfalen, wurde 1562 errichtet. Das als  Alte Ratswaage bezeichnete Gebäude, das seit 1697 zum Wiegen von Waren diente, ist ein geschütztes Baudenkmal.
Im Jahr 1908 wurde das zweigeschossige Gebäude zu einer Bäckerei mit Gastwirtschaft umgebaut. In den Jahren 1976/77 erfolgte eine grundlegende Instandsetzung nach Plänen des Architekten Walter von Lom aus Köln, bei der lediglich die massive Giebelfassade und die südliche Fachwerkwand erhalten blieb.